# موزه ملی تاریخ ژاپن
موزه ملی تاریخ ژاپن (به ژاپنی: 国立歴史民俗博物館, Kokuritsu Rekishi Minzoku Hakubutsukan)، معمولاً در زبان ژاپنی به عنوان رکی هاکو Rekihaku شناخته می‌شود، یک موزه تاریخ در ساکورا، چیبا، ژاپن است. این موزه در سال ۱۹۸۱ به عنوان یک کنسرسیوم تحقیقاتی بین دانشگاهی تأسیس شد و در سال ۱۹۸۳ افتتاح شد. مجموعه‌های موزه بر تاریخ، باستان‌شناسی و فرهنگ عامیانه ژاپن تمرکز دارند.